# 福音堂 (綿陽)
福音堂，俗稱涪城禮拜堂或涪城區基督教堂，是一座位於四川省綿陽市涪城區的中國基督教新教教堂，初建於1895年，原為英國聖公會教堂，屬聖公會西川教區。或者根據《綿陽市民族宗教志》的說法，福音堂的初建時間為1885年。1949年政權更迭之後，由於共產黨政府強制所有基督教教會中斷與海外關係，故該堂併入官方創建的三自愛國教會。

## 簡史
根據《綿陽市民族宗教志》的說法，1885年，英國聖公會差會傳教士裴成章（Alfred Arthur Phillips）、惠愛眞（Gertrude Emma Wells）來到綿陽（當時名為綿州）修建福音堂。1894年，同為聖公會差會的何詩白（James Heywood Horsburgh）將福音堂擴建，教堂地址位於通聖街（今解放街46號院內）。「通聖街」因在民國時期匯集了敬奉孔子的儒教文廟、文昌帝君的道教文昌宮和耶穌的聖公會教堂而得名。
原教堂風格為中式四合院，佔地2800平方公尺。傳教會亦在附近的黃家巷創立育德中學、在南山創立南山華英中學（今綿陽南山中學），以及永生糖果廠、牛乳廠、育嬰院等等。1954年，共產黨政府設立「自治、自養、自傳」的三自愛國教會，強制在華的所有基督宗教教派斷絕和海外母會的關係。當時的牧師鄭鐵俠就在該政策下帶領衆信徒成立「綿陽基督教三自革新運動委員會」，從此走上「三自道路」。
1990年代後，隨着信徒人數增加，於原教堂百年之際重建新堂。新教堂為雙層樓建築，佔地1200平方公尺。大小尖塔36個，象徵桅杆，具哥德復興式元素。立面三幅仿拜占庭式半圓窗，與之對應的底層跨拱造形源自羅馬建築。2009年「5·12大地震」週年紀念之際，有美籍港人音樂家陳志傑和香港音樂人金培達偕  音樂敬拜事工團到綿陽福音堂舉辦數場音樂會，為地震亡者祈禱，並為生者祈福。截至2016年，福音堂有牧師三名、義工長老一名、義工傳道二十六名、聚會點三十處、領洗信徒約八千人。

## 外部連結
- 劍橋數位圖書館（英语：Cambridge Digital Library）所藏原四合院福音堂照片，亦名綿州宣道站 （页面存档备份，存于） （英文）
- 劍橋數位圖書館所藏原四合院福音堂內部照片 （页面存档备份，存于） （英文）